# Waratahs

     zasięg franczyzy NSW Waratahs

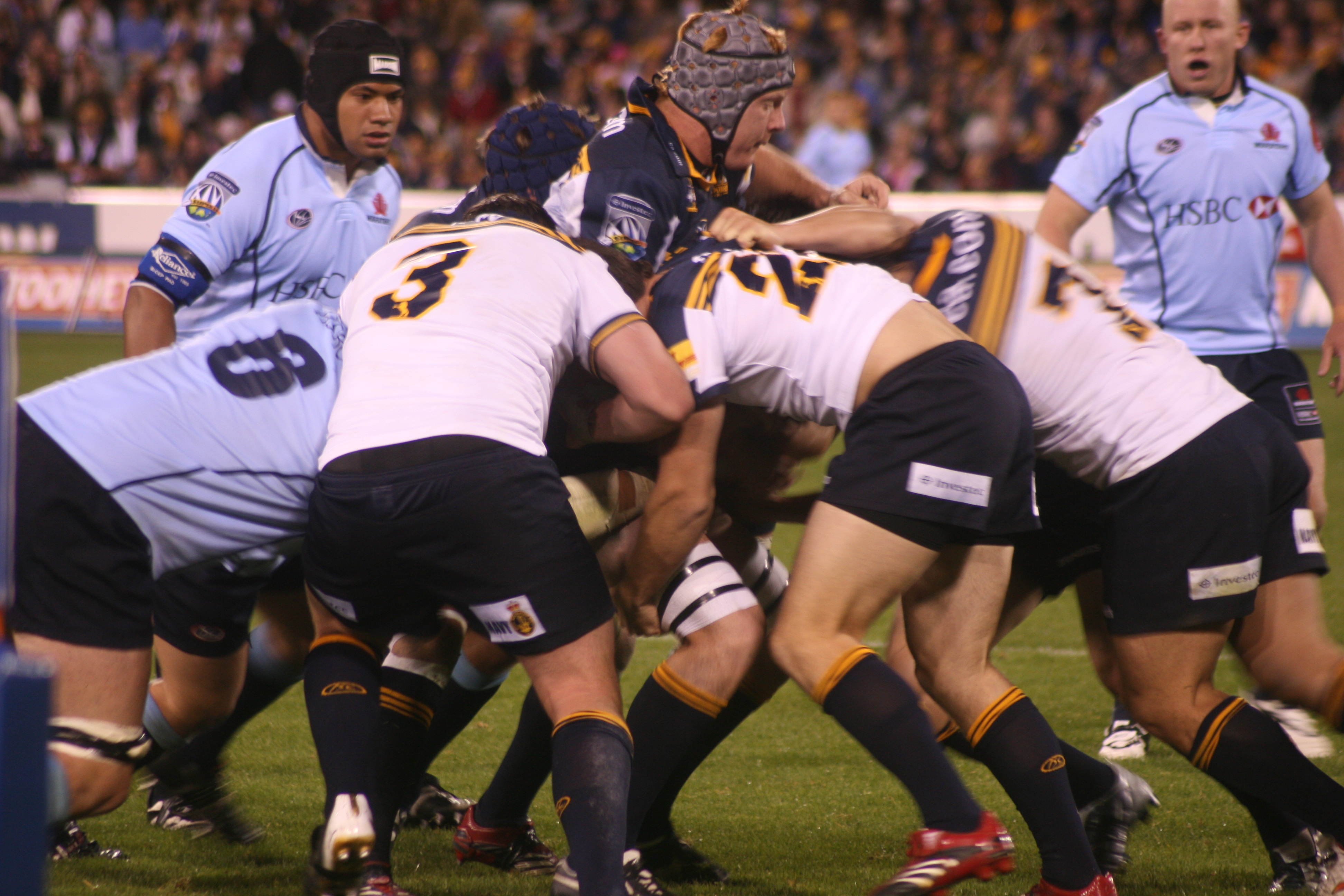
Waratahs (błękitne stroje) przeciw Brumbies

New South Wales Waratahs (także Waratahs, wym. [ˈwɒrətɑːz] lub Tahs, obecnie ze względów komercyjnych HSBC Waratahs) – australijski profesjonalny klub rugby union występujący w lidze Super Rugby. Drużyna reprezentuje większą część stanu Nowa Południowa Walia (pozostała część przynależy do franczyzy Brumbies). Klub został założony w 1996, choć tradycje reprezentacji stanowej sięgają 1882 roku.
Nazwa Waratahs pochodzi od australijskiego kwiatu będącego symbolem Nowej Południowej Walii. Waratahami nazywano potocznie wszystkie drużyny reprezentujące stan (New South Wales Rugby Football Union) podczas rozgrywek zewnętrznych, takich jak Super Six, Super 10 i Super 12. Obecnie miano New South Wales Waratahs nosi również stanowa drużyna hokeja na trawie.
Domowym stadionem Tahs jest Sydney Football Stadium w Parku Moore'a w Sydney. Zespół jest trzecim najbardziej utytułowanym zespołem w lidze, po Brumbies (2 tytuły) i Reds (3 tytuły). Jak do tej pory najlepszym rezultatem jest mistrzostwo w sezonie 2014.

## Trenerzy
- Chris Hawkins (1996)
- Matt Williams (1996–1999)
- Ian Kennedy (2000)
- Bob Dwyer (2001–2003)
- Ewen McKenzie (2004–2008)
- Chris Hickey (2009–2011)
- Michael Foley (2011–2012)
- Michael Cheika (2012–2015)
- Daryl Gibson (2016–)